# 松盘乡
松盘乡（藏語：གསུམ་འཕྲེང་），是中华人民共和国西藏自治区拉萨市林周县下辖的一个乡镇级行政单位。

## 行政区划
松盘乡下辖以下地区：
松盘村、白定村、岗巴村和拉木村。